# 布朗运动
布朗运动（英語：Brownian motion）是微小粒子或者颗粒在流体中做的无规则运动。布朗运动过程是一种正态分布的独立增量连续随机过程。它是随机分析中基本概念之一。其基本性质为：布朗运动W(t)是期望为0、方差为t（时间）的正态随机变量。对于任意的r小于等于s，W(t)-W(s)独立于的W(r)，且是期望为0、方差为t-s的正态随机变量。可以证明布朗运动是马尔可夫过程、鞅过程和伊藤过程。
它是在西元1827年英國植物學家罗伯特·布朗利用一般的顯微鏡觀察懸浮於水中由花粉所迸裂出之微粒時，發現微粒會呈現不規則狀的運動，因而稱它布朗運動。布朗運動也能測量原子的大小，因為就是由水中的水分子對微粒的碰撞產生的，而不規則的碰撞越明顯，就是原子愈小，因此根據布朗運動，定義原子的直徑為10−8厘米。

## 定義
自1860年以來，許多科學家都在研究此種現象，後來發現布朗運動有下列的主要特性：
1. 粒子的運動由平移及轉移所構成，顯得非常沒規則而且其軌跡幾乎是處處沒有切線。
2. 粒子之移動顯然互不相關，甚至於當粒子互相接近至比其直徑小的距離時也是如此。
3. 粒子越小或液體粘性越低或溫度越高時，粒子的運動越活潑。
4. 粒子的成分及密度對其運動沒有影響。
5. 粒子的運動永不停止。

## 愛因斯坦的理論
在1905年，爱因斯坦提出了相关理论。他的理論有兩個部分：第一部分定義布朗粒子擴散方程式，其中的擴散係數與布朗粒子平均平方位移相關，而第二部分連結擴散係數與可測量的物理量。以此方式，愛因斯坦的理論可決定原子的大小，一莫耳有多少原子，或氣體的克分子量。根據阿伏伽德罗定律，所有理想氣體在標準溫度和壓力下體積為22.414升，其中包含的原子的數目被稱為「阿伏伽德罗常数」。由氣體的莫耳質量除以阿伏伽德罗常数等同原子量。
爱因斯坦论证的第一部分是，确定布朗粒子在一定的时间内运动的距离。 经典力学无法确定这个距离，因为布朗粒子将会受到大量的撞击，每秒大约发生 1014 次撞击。因此，爱因斯坦将之简化，即讨论一个布朗粒子团的运动。
他把粒子在一个的空间中，把布朗粒子在一维方向上的运动增量 (x) 视作一个随机值（{\displaystyle \Delta } 或者 x，并对其坐标进行变换，让原点成为粒子运动的初始位置）并给出概率密度函数 {\displaystyle \varphi (\Delta )}。另外，他假设粒子的数量有限，并扩大了密度（单位体积内粒子数量)，展开成泰勒级数 。
{\displaystyle {\begin{aligned}\rho (x,t)+\tau {\frac {\partial \rho (x)}{\partial t}}+\cdots =\rho (x,t+\tau )={}&\int _{-\infty }^{+\infty }\rho (x+\Delta ,t)\cdot \varphi (\Delta )\,\mathrm {d} \Delta \\={}&\rho (x,t)\cdot \int _{-\infty }^{+\infty }\varphi (\Delta )\,d\Delta +{\frac {\partial \rho }{\partial x}}\cdot \int _{-\infty }^{+\infty }\Delta \cdot \varphi (\Delta )\,\mathrm {d} \Delta \\&{}+{\frac {\partial ^{2}\rho }{\partial x^{2}}}\cdot \int _{-\infty }^{+\infty }{\frac {\Delta ^{2}}{2}}\cdot \varphi (\Delta )\,\mathrm {d} \Delta +\cdots \\={}&\rho (x,t)\cdot 1+0+{\frac {\partial ^{2}\rho }{\partial x^{2}}}\cdot \int _{-\infty }^{+\infty }{\frac {\Delta ^{2}}{2}}\cdot \varphi (\Delta )\,\mathrm {d} \Delta +\cdots \end{aligned}}}
第一行中的第二个等式是被 {\displaystyle \varphi } 这个函数定义的。第一项中的积分等于一个由概率定义函数，第二项和其他偶数项（即第一项和其他奇数项）由于空间对称性而消失。化简可以得到以下关系关系：
{\displaystyle {\frac {\partial \rho }{\partial t}}={\frac {\partial ^{2}\rho }{\partial x^{2}}}\cdot \int _{-\infty }^{+\infty }{\frac {\Delta ^{2}}{2\,\tau }}\cdot \varphi (\Delta )\,\mathrm {d} \Delta +{\text{(更 高 阶 的 项  )}}}
拉普拉斯算子之前的系数，是下一刻的随机位移量 {\displaystyle \Delta }，让 D 为质量扩散系数：
{\displaystyle D=\int _{-\infty }^{+\infty }{\frac {\Delta ^{2}}{2\,\tau }}\cdot \varphi (\Delta )\,\mathrm {d} \Delta }
那么在 t 时刻 x 处的布朗粒子密度 ρ 满足扩散方程：
{\displaystyle {\frac {\partial \rho }{\partial t}}=D\cdot {\frac {\partial ^{2}\rho }{\partial x^{2}}},}
假設在初始時刻t = 0時，所有的粒子從原點開始運動，擴散方程的解
{\displaystyle \rho (x,t)={\frac {\rho _{0}}{\sqrt {4\pi Dt}}}e^{-{\frac {x^{2}}{4Dt}}}.}

## 数学模型

### 定义
满足下列条件的鞅我们称之为布朗运动
1. 这个鞅是关于时间连续的。
2. 他的平方减去时间项也是一个鞅。

{\displaystyle (M_{t})}是一个布朗运动当且仅当{\displaystyle (M_{t})}为鞅，且{\displaystyle (M_{t}^{2}-t)}也为鞅.

### 其他定义

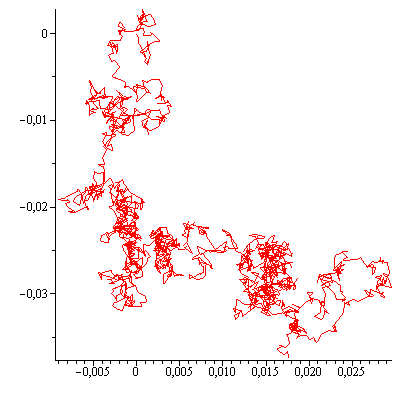
3000步的2维布朗运动的模拟。

一维的定义
一维布朗运动{\displaystyle \scriptstyle (B_{t})_{t\geq 0}}是关于时间t的一个随机过程，他满足 ：
1. （独立增量）设时间t和s满足t > s,增量{\displaystyle \scriptstyle B_{t}-B_{s}}独立于时间s前的过程{\displaystyle \scriptstyle (B_{u})_{0\leq u\leq s}}。
2. （稳定增量和正态性）设时间t和s满足t > s,增量{\displaystyle \scriptstyle B_{t}-B_{s}}服从均值为0方差为t−s的正态分布。
3. {\displaystyle \scriptstyle (B_{t})_{t\geq 0}}几乎处处连续， 也就是说在任何可能性下， 函数{\displaystyle \scriptstyle t\mapsto B_{t}(\omega )}是连续的.
4. 通常假设{\displaystyle \scriptstyle B_{0}=0}。这种布朗运动我们称它为标准的。

等价定义
一维布朗运动{\displaystyle \scriptstyle (B_{t})_{t\geq 0}}是关于时间t的一个随机过程，他满足 ：
1. {\displaystyle \scriptstyle (B_{t})_{t\geq 0}}是一个高斯过程，也就是说对于所有的时间列：{\displaystyle \scriptstyle t_{1}\leq t_{2}\leq ...\leq t_{n}},随机向量：{\displaystyle \scriptstyle (B_{t_{1}},B_{t_{2}},...,B_{t_{n}})}服从高维高斯分布（正态分布）。
2. {\displaystyle \scriptstyle (B_{t})_{t\geq 0}}几乎处处连续。
3. 对于所有s和t,均值{\displaystyle \scriptstyle \mathbb {E} [B_{t}]=0}，协方差{\displaystyle \scriptstyle E[B_{s}B_{t}]=min(s,t)}.

高维定义
{\displaystyle \scriptstyle (B_{t})_{t\geq 0}:=\left(B_{t}^{1},B_{t}^{2},...,B_{t}^{d}\right)_{t\geq 0}}是d维布朗运动，只需满足{\displaystyle \scriptstyle B^{1},B^{2},...,B^{d}}为独立的布朗运动。
换句话说，d维布朗运动 取值于{\displaystyle \scriptstyle \mathbb {R} ^{d}}，而它在{\displaystyle \scriptstyle \mathbb {R} ,\mathbb {R} ^{2},...,\mathbb {R} ^{d-1}}空间上的投影均为布朗运动。
Wiener测度的定义
设{\displaystyle \scriptstyle {\mathcal {C}}(\mathbb {R} ^{+},\mathbb {R} )}为从{\displaystyle \scriptstyle \mathbb {R} ^{+}}到{\displaystyle \scriptstyle \mathbb {R} }的连续函数空间，{\displaystyle \scriptstyle (\Omega ,{\mathcal {T}},\mathbb {P} )}为概率空间。布朗运动为映射
{\displaystyle B:\Omega \longrightarrow C(\mathbb {R} ^{+},\mathbb {R} )}
          {\displaystyle \omega \mapsto \left(t\mapsto B_{t}(\omega )\right)}.
Wiener测度 （或称为布朗运动的分布）设为{\displaystyle \scriptstyle W(d\omega )},是映射B关于{\displaystyle \scriptstyle \mathbb {P} (d\omega )}的图测度。
换句话说，  W是{\displaystyle \scriptstyle {\mathcal {C}}(\mathbb {R} ^{+},\mathbb {R} )}上的一个概率测度，满足对于任何{\displaystyle \scriptstyle A\subset {\mathcal {C}}(\mathbb {R} ^{+},\mathbb {R} )}，有
{\displaystyle W(A)=\mathbb {P} ((B_{t})_{t\geq 0}\in A)}。
备忘
- 布朗运动是一种增量服从正态分布的萊維過程。
- 这个定义可以帮助我们证明布朗运动的很多特性，比如几乎处处连续，轨迹几乎处处不可微等等。
- 我们可以利用二次变差的期望为时间来等价定义布朗运动。这个定义由Levy定理演化而来， 即： 轨迹连续且二次变差为{\displaystyle t}的随机过程为布朗运动。

### 性质
- 布朗运动的轨道几乎处处不可微：对于任何{\displaystyle \scriptstyle \omega \in \Omega },轨道{\displaystyle \scriptstyle t\mapsto B_{t}(\omega )}为一个连续但是零可微的函数。
- 协方差{\displaystyle \scriptstyle \mathbb {E} [B_{s}B_{t}]=min(s,t)}。
- 布朗运动具有强马氏性： 对于停时T,取条件{\displaystyle \scriptstyle [T<\infty ]},过程{\displaystyle \scriptstyle (B_{t}^{T})_{t\geq 0}:=(B_{T+t}-B_{T})_{t\geq 0}}为一个独立于{\displaystyle \scriptstyle (B_{s})_{0\leq s<T}}的布朗运动。
- 它的Fourier变换或特征函数为{\displaystyle \scriptstyle \mathbb {E} \left[e^{iuB_{t}}\right]=e^{-{\frac {tu^{2}}{2}}}}。可见，布朗运动是一个无偏，无跳跃，二项系数为1/2的Levy过程。
- 布朗运动关于时间是齐次的： 对于s > 0, {\displaystyle \scriptstyle (B_{t+s}-B_{s})_{t\geq 0}}是一个独立于{\displaystyle \scriptstyle (B_{u})_{0\leq u\leq s}}的布朗运动。
- -B是一个布朗运动。
- （稳定性） 对于c > 0，  {\displaystyle \scriptstyle \left(cB_{\frac {t}{c^{2}}}\right)_{t\geq 0}}是布朗运动。
- （时间可逆性）{\displaystyle \scriptstyle \left(tB_{\frac {1}{t}}\right)_{t>0}}在t=0之外是布朗运动。
- （常返性）只有1维和2维布朗运动是常返的：

      如果{\displaystyle \scriptstyle d\in \{1,2\}},集合{\displaystyle \scriptstyle \{t\geq 0,B_{t}=x\}}不是有界的，对于任何{\displaystyle \scriptstyle x\in \mathbb {R} ^{d}}，
      如果{\displaystyle \scriptstyle d\geq 3,\,\,\,\lim _{t\rightarrow \infty }||B_{t}||=+\infty }（几乎处处）。
- （反射原理）

{\displaystyle \mathbb {P} [\sup _{0\leq s\leq t}B_{s}\geq a]=2\mathbb {P} [B_{t}\geq a]=\mathbb {P} [|B_{t}|\geq a].}

### 布朗运动的数学构造

#### 利用Kolmogorov一致性定理
设{\displaystyle (f_{t})_{t\in {\mathbb {R} }_{+}}}为{\displaystyle L^{2}({\mathbb {R} }_{+})}空间中一列实值函数。设：
这列函数满足：
{\displaystyle \forall k\in \mathbb {N} ^{*}}，任意的{\displaystyle t_{1},...,t_{k}\in \mathbb {R} _{+}},矩阵{\displaystyle \left(s(t_{i},t_{j})\right)_{1\leq i,j\leq k}}为对称半正定的。
利用Kolmogorov一致性定理，我们可以构造高斯过程{\displaystyle \{Y_{t}\}_{t\in \mathbb {R} _{+}}}，它的均值{\displaystyle m}任意， 协方差为上面定义的{\displaystyle s}。
当{\displaystyle (f_{t})_{t\in {\mathbb {R} }_{+}}=\left({\sqrt {c}}.1\!\!1_{[0,t]}\right)_{t\in \mathbb {R} _{+}}}，{\displaystyle c>0}为不依赖于t的常数，{\displaystyle 1\!\!1_{[0,t]}}为{\displaystyle [0,t]}上的示性函数。则：
在这个情况下，矩阵{\displaystyle \left(s(t_{i},t_{j})\right)_{1\leq i,j\leq k}}是对称且正定的。
我们称一个高斯过程为 布朗运动当且仅当均值为0，协方差为s。{\displaystyle c=Var(B_{1})}，当{\displaystyle c=1}时， 称之为 标准的布朗运动.

#### 利用随机过程
Donsker定理（1951）证明了逐渐归一化的随机游走弱收敛于布朗运动。
{\displaystyle \left({\frac {1}{\sigma {\sqrt {n}}}}\left(\sum _{k=1}^{[nt]}U_{k}+(nt-[nt])U_{[nt]+1}\right)\right)_{0\leq t\leq 1}{\underset {n\rightarrow \infty }{\Longrightarrow }}(B_{t})_{0\leq t\leq 1}}
其中（Un, n ≥ 1） 独立同分布， 均值为0,方差为σ的随机变量序列。

#### 利用傅立叶级数
设2列独立的正态{\displaystyle \scriptstyle {\mathcal {N}}(0,1)}随机变量序列{\displaystyle \scriptstyle (N_{k},k\in \mathbb {N} )}和{\displaystyle \scriptstyle (N'_{k},k\in \mathbb {N} )}。定义{\displaystyle \scriptstyle (B_{t})_{t\geq 0}}：
{\displaystyle B_{t}:=tN_{0}+\sum _{k=1}^{+\infty }{\frac {\sqrt {2}}{2\pi k}}\left(N_{k}\cos(2\pi kt-1)+N_{k}'\sin(2\pi kt)\right)}
为布朗运动。

## 争议

### 對於布朗運動之誤解

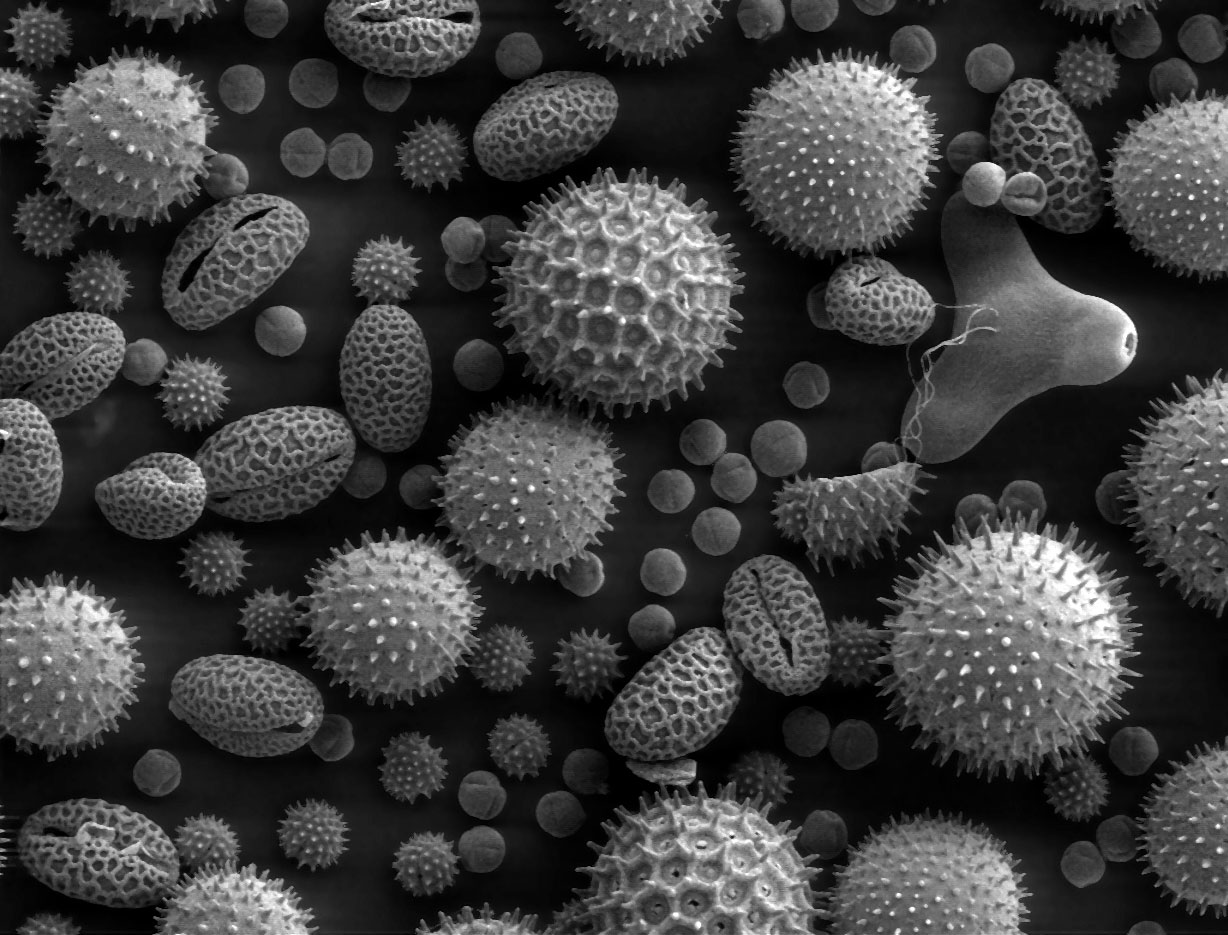
花粉具備足夠大小，幾乎無法觀測到布朗運動。

值得注意的是，布朗运动指的是花粉迸出的微粒的随机运动，而不是分子的随机运动。但是通过布朗运动的现象可以间接证明分子的无规则运动。
一般而言，花粉之直徑分布於30～50μm、最小亦有10μm之譜，相較之下，水分子直徑約0.3nm（非球形，故依部位而有些許差異。），略為花粉的十萬分之一。因此，花粉難以產生不規則振動，事實上花粉幾乎不受布朗運動之影響。在罗伯特·布朗的手稿中，「tiny particles from the pollen grains of flowers」意味著「自花粉粒中迸出之微粒子」，而非指花粉本身。然而在翻譯為諸國語言時，時常受到誤解，以為是「水中的花粉受布朗運動而呈現不規則運動」。積非成是之下，在大眾一般觀念中，此誤會已然根深蒂固。
在日本，以鶴田憲次『物理学叢話』為濫觴，岩波書店『岩波理科辞典』、花輪重雄『物理学読本』、湯川秀樹『素粒子』、坂田昌一『物理学原論（上）』、平凡社『理科辞典』、福岡伸一著『生物與無生物之間』，甚至日本的理科課本等等，皆呈現錯誤之敘述。
直到1973年横浜市立大学名誉教授植物学者岩波洋造在著書『植物之SEX‐不為人知的性之世界』中，點出此誤謬之前，鮮少有人注意。国立教育研究所物理研究室長板倉聖宣在參與製作岩波電影『迴動粒子』（1970年）時，實際攝影漂浮在水中之花粉，卻發現花粉完全沒有布朗運動。遂於1975年3月，以「外行人與專家之間」為題，解說有關布朗運動之誤會。

## 腳註
1. ↑  部分紀錄為1828年。
2. ↑  李育嘉. .   [2012-12-14]. （原始内容存档于2019-07-18）.
3. ↑  . : 5.
4. ↑  Feynman, R. . . 1964: 41-1  [2018-02-05]. （原始内容存档于2021-02-14）.
5. ↑  該辭典已於1987年所發行之第四版中修正。

## 外部連結
- 漫談布朗運動 （页面存档备份，存于）

模擬的大顆粒塵埃粒子碰撞到更小的粒子，而其以不同的速度在不同方向移動的布朗運動。

粒子的立體空間進行布朗運動的示意圖。

- Brownian motion - an overview